# 歌え!土曜日 Love Hits
『歌え!土曜日 Love Hits』（うたえ どようび ラブヒッツ）は、NHKラジオ第1放送で2015年4月4日から2022年3月12日まで放送された音楽番組である。

## 概要
2014年度まで、日曜 20時台に放送した『ミュージックパトロール チェキラ!』をパワーアップし、アイドルソングやアニメソングなど、より若者の注目度の高い楽曲や音楽情報を充実させ、10代・20代前半の若者にアピールするJ-POPや洋楽の最新情報を伝える番組。
テーマ曲はHALFBY「SCREW THE PLAN」。
2017年度までは最終週に限り『沖縄熱中倶楽部』を放送していたため休止となっていた。
2018年3月30日まで、土曜 19:20 - 19:50に放送されていた（NHKワールド・ラジオ日本と同時放送）。
2019年4月6日から、土曜 12:30 - 12:55へ放送枠を移動。（NHK-FMと同時放送。全国高等学校野球選手権大会期間中はFMのみの放送。『今日は一日○○三昧』放送の日はNHKラジオ第1のみの放送。）
2020年4月からは再びラジオ第1のみの放送となる。FMは『歌謡スクランブル』の放送時間拡大のため同年3月で打ち切りとなった。
2022年3月12日をもって放送を終了する事になった。4月からは同時刻の新番組として『とれたて音楽館』を放送する。

## 出演者
パーソナリティー
- 新井恵理那

その他のレギュラー
- 野口まりん（ニューヨークから随時出演）